# Bumetopia panayensis
Bumetopia panayensis är en skalbaggsart som beskrevs av Stefan von Breuning 1950. Bumetopia panayensis ingår i släktet Bumetopia och familjen långhorningar.
Artens utbredningsområde är Filippinerna. Inga underarter finns listade.